# 陳元康
陳 元康（ちん げんこう、507年 - 549年）は、北魏末から東魏にかけての官僚・軍人。字は長猷。本貫は広宗郡。

## 経歴
陳終徳と李氏（広宗郡君）のあいだの子として生まれた。正光5年（524年）、李崇の北伐に従って、軍功により臨清県男の爵位を受けた。普泰年間に主書に任じられ、威烈将軍の号を加えられた。
天平元年（534年）、東魏が建国されると、起居注の修撰にあたった。天平2年（535年）、司徒府記室参軍に転じ、司徒の高昂に重用された。瀛州開府司馬として出向し、輔国将軍の号を加えられた。高歓に召し出されて相府功曹参軍となり、機密を管掌した。元康は相府における幅広い軍務を迅速に処理してみせた。性格は柔和で、世故に通じていたため、高歓に重んじられた。ときに盧道虔の娘が郭瓊の子にとついでいたが、郭瓊が死罪となると、高歓は盧氏を元康の妻として与えた。元康は前妻の李氏を捨てて盧氏を迎えたため、当時の知識人は元康を非難した。
武定元年（543年）、高仲密が反乱を起こすと、高歓はその原因となった崔暹を処刑しようとしたが、元康はこれを諫めてやめさせた。邙山の戦いに従軍し、西魏軍が敗走すると、元康は追撃を主張したが、高歓に聞き入れられなかった。功績より安平県子に封じられた。まもなく平南将軍・通直散騎常侍の位を受け、大行台郎中に任じられ、右丞に転じた。武定4年（546年）、高歓が病の床につくと、邙山の戦いのときに元康の進言を用いなかったことを悔やむ発言を高澄に漏らした。
武定5年（547年）、高歓が死去し、高澄が高歓の後を嗣ぐと、元康は散騎常侍・中軍将軍の位を受け、昌国県公の別封を受けた。侯景が離反すると、高澄は崔暹を殺して侯景に陳謝するよう諸将に迫られた。高澄が元康に相談すると、元康は刑法を曲げて罪のない者を殺してはいけないと言って諫めた。そこで高澄は諸将の要請をしりぞけた。高岳に侯景を攻撃させたが勝てなかったため、高澄は潘楽を派遣して副将にあてようとした。元康は潘楽よりも慕容紹宗が状況の変化に応じる感覚に優れていて、侯景に当たるにふさわしいと主張し、慕容紹宗を推挙した。高澄が慕容紹宗に命じて侯景に当たらせると、侯景は敗れて淮南に退いた。武定6年（548年）、高岳・劉豊・慕容紹宗らが西魏の王思政の守る潁川城を攻撃したが、攻め落とすことができなかった。元康は高澄に親征を勧め、高澄がこれを聞き入れて親征すると、王思政が降伏して潁川を落とすことができた。
武定7年（549年）、東魏の孝静帝が高澄を相国の位に進め、斉王に封じようとした。高澄が諸将や元康らを召し出してこのことを密議すると、諸将はみな朝命に応じるよう高澄に勧めたが、元康は時期尚早として反対した。崔暹は元康の権限を削るべく、陸元規を大行台郎に推挙して牽制した。元康は蓄財に貪欲であり、高澄は収賄を嫌っていたため、元康を中書令に任用して、利得の少ない処遇に置こうとしたが、この人事は発効されなかった。
8月、高澄は孝静帝からの帝位の禅譲を受けるべく、元康や楊愔・崔季舒らとともに人事の相談をしていた。蘭京が高澄を襲撃すると、元康は身をもって高澄をかばって重傷を負い、その夜に亡くなった。享年は43。武定8年（550年）、使持節・都督冀定瀛殷滄五州諸軍事・驃騎大将軍・司空公・冀州刺史の位を追贈された。諡は文穆といった。
子の陳善蔵は、北斉の武平末年に仮の儀同三司の位を受け、給事黄門侍郎に任じられた。隋の開皇年間に尚書礼部侍郎となり、大業初年に彭城郡賛治で死去した。

## 伝記資料
- 『北斉書』巻24 列伝第16
- 『北史』巻55 列伝第43